# Alpsko skijanje na ZOI 2002.
Na XIX. Zimskim olimpijskim igrama održano je 10 natjecanja u disciplinama alpskog skijanja.

## Tablica medalja
| Mjesto | Država    | Zlato | Srebro | Bronca | Ukupno |
| 1.     | Hrvatska  | 3     | 1      | 0      | 4      |
| 2.     | Austrija  | 2     | 2      | 5      | 9      |
| 3.     | Francuska | 2     | 2      | 0      | 4      |
| 4.     | Norveška  | 2     | 1      | 1      | 4      |
| 5.     | Italija   | 1     | 1      | 1      | 3      |
| 6.     | SAD       | 0     | 2      | 0      | 2      |
| 7.     | Švedska   | 0     | 1      | 1      | 2      |
| 8.     | Njemačka  | 0     | 0      | 1      | 1      |
| 8.     | Švicarska | 0     | 0      | 1      | 1      |
| ------ | --------- | ----- | ------ | ------ | ------ |

## Muškarci

### Spust
| Mjesto | Država    | Sportaš             | Vrijeme     |
| ------ | --------- | ------------------- | ----------- |
| 1.     | Austrija  | Fritz Strobl        | 1:39.13 min |
| 2.     | Norveška  | Lasse Kjus          | 1:39.35 min |
| 3.     | Austrija  | Stephan Eberharter  | 1:39.41 min |
| 4.     | Norveška  | Kjetil André Aamodt | 1:39.78 min |
| 5.     | Francuska | Claude Crétier      | 1:39.96 min |
| 6.     | Austrija  | Christian Greber    | 1:40.00 min |
| 7.     | Švedska   | Fredrik Nyberg      | 1:40.30 min |
| 8.     | Švicarska | Ambrosi Hoffmann    | 1:40.31 min |

### Super G
| Mjesto | Država    | Sportaš             | Vrijeme     |
| ------ | --------- | ------------------- | ----------- |
| 1.     | Norveška  | Kjetil André Aamodt | 1:21.58 min |
| 2.     | Austrija  | Stephan Eberharter  | 1:21.68 min |
| 3.     | Austrija  | Andreas Schifferer  | 1:21.83 min |
| 4.     | Austrija  | Fritz Strobl        | 1:21.92 min |
| 5.     | Norveška  | Bjarne Solbakken    | 1:22.10 min |
| 6.     | Švicarska | Didier Défago       | 1:22.27 min |
| 7.     | Austrija  | Christoph Gruber    | 1:22.35 min |
| 8.     | SAD       | Daron Rahlves       | 1:22.48 min |

### Veleslalom
| Mjesto | Država   | Sportaš               | Vrijeme     |
| ------ | -------- | --------------------- | ----------- |
| 1.     | Austrija | Stephan Eberharter    | 2:23.28 min |
| 2.     | SAD      | Bode Miller           | 2:24.16 min |
| 3.     | Norveška | Lasse Kjus            | 2:24.32 min |
| 4.     | Austrija | Benjamin Raich        | 2:24.40 min |
| 5.     | Austrija | Christoph Gruber      | 2:24.41 min |
| 6.     | Norveška | Bjarne Solbakken      | 2:24.50 min |
| 7.     | Norveška | Kjetil André Aamodt   | 2:24.62 min |
| 8.     | Italija  | Massimiliano Blardone | 2:24.87 min |

### Slalom
| Mjesto | Država    | Sportaš             | Vrijeme     |
| ------ | --------- | ------------------- | ----------- |
| 1.     | Francuska | Jean-Pierre Vidal   | 1:41.06 min |
| 2.     | Francuska | Sébastien Amiez     | 1:41.82 min |
| 3.     | Austrija  | Benjamin Raich      | 1:42.41 min |
| 4.     | Austrija  | Kilian Albrecht     | 1:42.45 min |
| 5.     | Švicarska | Urs Imboden         | 1:42.48 min |
| 6.     | Norveška  | Kjetil André Aamodt | 1:42.72 min |
| 7.     | Švedska   | Markus Larsson      | 1:42.86 min |
| 8.     | Slovenija | Jure Košir          | 1:43.34 min |

### Kombinacija
| Mjesto | Država    | Sportaš             | Vrijeme     |
| ------ | --------- | ------------------- | ----------- |
| 1.     | Norveška  | Kjetil André Aamodt | 3:17.56 min |
| 2.     | SAD       | Bode Miller         | 3:17.84 min |
| 3.     | Austrija  | Benjamin Raich      | 3:18.26 min |
| 4.     | Austrija  | Rainer Schönfelder  | 3:18.67 min |
| 5.     | Norveška  | Lasse Kjus          | 3:19.80 min |
| 6.     | Švicarska | Paul Accola         | 3:22.26 min |
| 7.     | Italija   | Patrick Staudacher  | 3:22.47 min |
| 8.     | Slovenija | Jernej Koblar       | 3:22.68 min |

## Žene

### Spust
| Mjesto | Država    | Sportaš            | Vrijeme     |
| ------ | --------- | ------------------ | ----------- |
| 1.     | Francuska | Carole Montillet   | 1:39.56 min |
| 2.     | Italija   | Isolde Kostner     | 1:40.01 min |
| 3.     | Austrija  | Renate Götschl     | 1:40.39 min |
| 4.     | Njemačka  | Hilde Gerg         | 1:40.49 min |
| 5.     | Švicarska | Corinne Rey-Bellet | 1:40.54 min |
| 6.     | Austrija  | Selina Heregger    | 1:40.56 min |
| 7.     | Švicarska | Sylviane Berthod   | 1:40.67 min |
| 8.     | Kanada    | Mélanie Turgeon    | 1:40.71 min |

### Super G
| Mjesto | Država    | Sportaš               | Vrijeme     |
| ------ | --------- | --------------------- | ----------- |
| 1.     | Italija   | Daniela Ceccarelli    | 1:13.59 min |
| 2.     | Hrvatska  | Janica Kostelić       | 1:13.64 min |
| 3.     | Italija   | Karen Putzer          | 1:13.86 min |
| 4.     | Austrija  | Alexandra Meissnitzer | 1:13.95 min |
| 5.     | Njemačka  | Hilde Gerg            | 1:13.99 min |
| 6.     | Austrija  | Michaela Dorfmeister  | 1:14.08 min |
| 7.     | Francuska | Carole Montillet      | 1:14.28 min |
| 8.     | Austrija  | Renate Götschl        | 1:14.44 min |

### Veleslalom
| Mjesto | Država     | Sportaš               | Vrijeme     |
| ------ | ---------- | --------------------- | ----------- |
| 1.     | Hrvatska   | Janica Kostelić       | 2:30.01 min |
| 2.     | Švedska    | Anja Pärson           | 2:31.33 min |
| 3.     | Švicarska  | Sonja Nef             | 2:31.67 min |
| 4.     | Austrija   | Alexandra Meissnitzer | 2:31.95 min |
|        | Austrija   | Michaela Dorfmeister  | 2:31.95 min |
| 6.     | Španjolska | María José Rienda     | 2:32.54 min |
| 7.     | Kanada     | Allison Forsyth       | 2:32.78 min |
|        | Švedska    | Ylva Nowen            | 2:32.78 min |

### Slalom
| Mjesto | Država    | Sportaš         | Vrijeme     |
| ------ | --------- | --------------- | ----------- |
| 1.     | Hrvatska  | Janica Kostelić | 1:46.10 min |
| 2.     | Francuska | Laure Pequegnot | 1:46.17 min |
| 3.     | Švedska   | Anja Pärson     | 1:47.09 min |
| 4.     | Švedska   | Ylva Nowen      | 1:47.18 min |
| 5.     | Njemačka  | Martina Ertl    | 1:47.82 min |
| 6.     | Njemačka  | Monika Bergmann | 1:47.98 min |
| 7.     | Francuska | Vanessa Vidal   | 1:48.11 min |
| 8.     | Finska    | Henna Raita     | 1:48.40 min |

### Kombinacija
| Mjesto | Država    | Sportaš              | Vrijeme     |
| ------ | --------- | -------------------- | ----------- |
| 1.     | Hrvatska  | Janica Kostelić      | 2:43.28 min |
| 2.     | Austrija  | Renate Götschl       | 2:44.77 min |
| 3.     | Njemačka  | Martina Ertl         | 2:45.16 min |
| 4.     | Švicarska | Marlies Oester       | 2:46.61 min |
| 5.     | Austrija  | Michaela Dorfmeister | 2:46.85 min |
| 6.     | SAD       | Lindsey Kildow       | 2:48.05 min |
| 7.     | Kanada    | Geneviève Simard     | 2:48.14 min |
| 8.     | Švicarska | Catherine Borghi     | 2:48.79 min |